# Barri de l'Almudaina
|  | Per a altres significats, vegeu «Almudaina (desambiguació)». |

L'Almudaina és el barri de la ciutat de Mallorca que es correspon amb l'antiga ciutadella musulmana, de la qual pren el nom, el Castell de l'Almudaina. També té com a referent la Seu, la catedral de Mallorca. És el barri més antic de la ciutat, el que coincideix amb l'antiga ciutat romana de Palma.